# 18 de juny
El 18 de juny és el cent seixanta-novè dia de l'any del calendari gregorià i el cent setantè en els anys de traspàs. Queden 196 dies per a finalitzar l'any.

## Esdeveniments
Països Catalans
- 1836 - Ulldecona (Montsià): els carlins de Ramon Cabrera i Grinyó guanyen la batalla d'Ulldecona causant la baixa d'uns 300 liberals durant la Primera Guerra Carlina.
- 1870 - Barcelona: al Teatre Circ, comença el Primer Congrés Obrer Espanyol, on es constitueix formalment la Federació Regional Espanyola de l'Associació Internacional de Treballadors; acaba el dia 25.[1]
- 1907 - Barcelona: es crea l'Institut d'Estudis Catalans.[2]
- 1990 - Barcelona: es funda la Universitat Pompeu Fabra.
- 2006 - Catalunya: té lloc el referèndum per l'aprovació de la reforma de l'Estatut de Catalunya.
- 2016 - Barcelona: Convergència i Unió es dissol.

Resta del món
- 1316 - Fexhe-le-Haut-Clocher (Principat de Lieja): es signa el tractat de la Pau de Fexhe entre el príncep-bisbe i els tres estaments.
- 1815 - Waterloo (Ducat de Brabant) (actualment a Bèlgica): les tropes napoleòniques són derrotades per les tropes britàniques en la batalla de Waterloo que marcarà la victòria aliada de la Setena Coalició.[3]
- 1858 - Es signa el Tractat de Tiajin o Tientsin, entre el govern de la dinastia Qing (Xina) i els Estats Units, considerat un dels Tractats desiguals entre estats d'Àsia i les potencies occidentals.[4]
- 1940 - Londres: el General de Gaulle fa, a la BBC, la que ha passat a la història com a crida del 18 de juny
- 1942 - Washington (EUA): el president Franklin D. Roosevelt autoritza que el Cos d'Enginyers de l'Exèrcit, sota la direcció del general Leslie R. Groves, tiri endavant el Projecte Manhattan per a la fabricació de la bomba atòmica.
- 1979 - Viena (Àustria): els presidents de la Unió Soviètica i els Estats Units, Leonid Bréjnev i Jimmy Carter, signen els acords SALT II per limitar la producció d'armament nuclear estratègic.

## Naixements
Països Catalans
- 1904 - Sabadell (Vallès Occidental): Joan Prat i Esteve, Armand Obiols, escriptor, periodista i crític literari català. (m. 1971).[5]
- 1974 - Caldes de Malavella: Montserrat Surroca i Comas, advocada i política catalana; comissionada de Convivència del govern Collboni a l'Ajuntament de Barcelona.[6]

Resta del món
- 1294 - Clermont (Oise), Regne de França: Carles IV de França, rei de França i Navarra (m. 1328).[7]
- 1511, Settignano (Itàlia): Bartolomeo Ammannati, arquitecte i escultor manierista italià (m. 1592).[8]
- 1717, Havlíčkův Brod (actual República Txeca): Johann Stamitz, compositor i violinista (m. 1757).
- 1768, Santiago (Xile)ː Paula Jaraquemada, heroïna de la independència de Xile (m. 1851).[9]
- 1845, París (França): Charles Louis Alphonse Laveran, metge francès, Premi Nobel de Medicina o Fisiologia de 1907 (m. 1922).[10]
- 1872, Watford, Hertfordshire: Katharine Goodson, pianista anglèsa (m. 1958).[11]
- 1882:
  - Sevilla (Espanya): Carmen Tórtola Valencia, ballarina i coreògrafa (m. 1955).[12]
  - Kovachevtsi (Bulgària): Gueorgui Dimitrov Mikhàilov (en búlgar: Гео̀рги Димитро̀в Миха̀йлов), polític comunista búlgar, Primer Ministre de Bulgària entre 1946 i 1949. (m. 1949).[13]
- 1883, Nova York: Mary Alden, actriu de cinema mut nord-americana (m. 1946).[14]
- 1886, Mobberley (Anglaterra): George Mallory, alpinista anglès que va participar en les tres primeres expedicions que es proposaren escalar l'Everest (m. 1924).[15]
- 1903 - Filadèlfia, Estats Units: Jeanette MacDonald, cantant i actriu estatunidenca. (m. 1965)[16]
- 1904 - París, França: Manuel Rosenthal, director d'orquestra i compositor francès (m. 2003).[17]
- 1918:
  - Roma (Itàlia): Franco Modigliani, economista, Premi Nobel d'Economia de 1985 (m. 2003).[18]
  - Nova York (EUA): Jerome Karle, químic nord-americà, Premi Nobel de Química de l'any 1985 (m. 2013).[19]
- 1932 - San José, Califòrnia (EUA): Dudley Herschbach, matemàtic i químic nord-americà, Premi Nobel de Química de l'any 1986.[20]
- 1942
  - Liverpool, (Anglaterra, Regne Unit): Paul McCartney, principal compositor de The Beatles.[21]
  - Mbewuleni, Unió Sud-africana: Thabo Mbeki, president de Sud-àfrica entre 1999 i 2008.[22]
  - Urbana, Illinois (EUA): Roger Ebert, crític de cinema, periodista i guionista estatunidenc (m. 2013).[23]
- 1943:
  - Bolonya, Itàlia: Raffaella Carrà, presentadora de televisió, cantant i actriu italiana.[24]
  - Budapest, Hongria: Éva Marton, soprano hongaresa.[25]
- 1946:
  - San Canzian d'Isonzo, Itàlia: Fabio Capello, exjugador i entrenador de futbol italià.[26]
  - Santo Amaro, Brasil: Maria Bethânia, una de les més consagrades intèrprets de la música popular brasilera.[27]
- 1949 - Varsòvia, Polònia: Lech i Jarosław Kaczyński, advocats i polítics conservadors polonesos.
- 1952:
  - Cleveland, Ohio, USA: Carol Kane, actriu estatunidenca; prové del teatre i ha fet cinema, teatre musical i televisió.[28]
  - Roma, Itàlia: Isabella Rossellini, actriu, model, i escriptora italiana.
- 1955 - Porto, Portugal: Mísia, cantant portuguesa de fados.[29]
- 1961 - Billericay, Essex: Alison Moyet, cantant anglesa, compositora i intèrpret reconeguda per la seva veu de contralt.[30]
- 1962 - Queens, Nova York: Lisa Randall, física teòrica americana experta en física de partícules i cosmologia.[31]
- 1963 - Hestra, Suècia: Iréne Theorin, soprano dramàtica sueca.[32]
- 1977 - Tallinn: Kaja Kallas, advocada i política, primera ministra d'Estònia.[33]
- 1984 - Sabadell: Mariona Ribas i Deu, actriu catalana que ha desenvolupat una àmplia carrera a la televisió i el teatre.[34]

## Necrològiques
Països Catalans
- 1291, Barcelona: Alfons el Franc, sobirà de la Corona d'Aragó amb els títols principals de rei d'Aragó, de València i comte de Barcelona (1285-1291) i rei de Mallorca (1286-1291) (n. 1265).
- 1424, Ocaña, Toledo: Jordi de Sant Jordi, cavaller i poeta cortesà nascut al Regne de València.[35]
- 1968, Barcelona: Mercè Nicolau i Cosson, actriu de teatre catalana (n. 1889).[36]
- 1982, Calonge (Baix Empordà): Pere Caner i Estrany, historiador, escriptor i arqueòleg català. (n. 1922)
- 1986, Sabadell (Vallès Occidental): Joan Oliver i Sallarès, Pere Quart, poeta, dramaturg i escriptor català. (n. 1899)
- 2019, 
  - València: Carme Miquel, mestra i escriptora valenciana (n. 1945).[37]
  - Barcelona: Maria Josep Ragué, crítica, autora teatral i assagista (n. 1941).[38]
- 2021 - Emma Roca, corredora i esquiadora de muntanya. Era també doctora en bioquímica i bombera professional (n. 1973).[39]

Resta del món
- 1658, Guangzhou - Canton (Xina): Álvaro Semedo, jesuïta portuguès, escriptor, sinòleg, i traductor, missioner a la Xina durant el final de la dinastia Ming i principis de la dinastia Qing (n. 1585).[40]
- 1928, Mar de Barents: Roald Amundsen, explorador noruec primer a assolir el pol Sud el 1911 (n. 1872).
- 1936, óblast de Moscou: Maksim Gorki, escriptor rus i soviètic, un dels fundadors del mètode literari del realisme socialista i activista polític (n. 1868).[41]
- 1937, Aigasvivas, Gard, França: Gaston Doumergue, polític francès, que fou President de la República francesa del 1924 al 1931 (n. 1863).[42]
- 1945, Williamstown, Massachusettsː Florence Bascom, geòloga cèlebre per les seves aportacions a la petrografia (m. 1862).[43]
- 1959, Los Angeles (EUA): Ethel Barrymore, actriu estatunidenca (n. 1879).[44]
- 1964, Bolonya (Itàlia): Giorgio Morandi, pintor italià (n. 1890).[45]
- 1971, Zúric (Suïssa): Paul Karrer, químic suís, Premi Nobel de Química de 1937 (n. 1889).[46]
- 1974, Moscou (Unió Soviètica): Gueorgui Júkov, polític i militar soviètic, considerat per molts com un dels comandants més exitosos de la Segona Guerra Mundial.[22]
- 1982, Nova York: Djuna Barnes, escriptora i il·lustradora estatunidenca (n. 1892).[47]
- 1983, Kirchberg (Alemanya): Marianne Brandt, pintora, escultora, fotògrafa i dissenyadora, pionera del disseny modern (n. 1893).[48]
- 1986, Estocolm: Sonja Johnsson, nedadora sueca que va competir als Jocs Olímpics d'Estiu de 1912 (n. 1895).[49]
- 1996, Montevideo: Amalia Polleri, professora, artista, poeta, periodista i crítica d'art uruguaiana (n. 1909).[50]
- 2007, L'Havana (Cuba): Vilma Espín Guillois, química i política cubana (n. 1930).[51]
- 2010, Lanzarote (Espanya): José Saramago, escriptor portuguès, premi Nobel de literatura. (n. 1922).[52]
- 2011, 
  - Florida (EUA): Clarence Clemons, saxofonista nord-americà. Membre de la E Street Band (n. 1942).[53]
  - Boston, Massachusetts: Ielena Bónner, activista pels drets humans a la Unió Soviètica i Rússia, dona d'Andrei Sàkharov (n. 1923).[54]
- 2014, Wilmington: Stephanie Kwolek, química polonesa-estatunidenca, inventora del Kevlar®, fibra d'alta resistència (n. 1923).[55]

## Festes i commemoracions

### Dies Internacionals
- Dia Internacional contra el Discurs d'Odi (des de 2022).

### Santoral

#### Església Catòlica[56]
- Sants al Martirologi romà (2011): Marc i Marcel·lià de Roma, màrtirs (305); Ciríac i Paula, màrtirs (s. IV); Lleonci, Hipaci i Teòdul de Trípoli, màrtirs (segle iv, una tradició els feia fills de Sant Cugat del Vallès); Amand de Bordeus, bisbe (432); Calòger de Monte Cronio, eremita (s. V); Fortunat el Filòsof, bisbe (ca. 569); Elisabet de Schönau, religiosa (1164); Gregorio Barbarigo, bisbe (1697).
  - Beata Osanna Andreasi, dominica (1505).
- Sants: Simplici, Felici i Potentí de Karden, eremites (s. IV); Ateri de Nicomèdia (303); Marina de Bitínia o Marí el Monjo, verge (s. V-VI); Equici de Palese, diaca; Alena de Forest, verge i màrtir; a Turku: sant Enric d'Uppsala, bisbe.
- Beats: Guiu de Baume, eremita (ca. 940); Jeroni de Vallombrosa, eremita (1135); Marina de Spoleto, agustina (ca. 1300).
- Venerable Osmanna de Jouarre, verge eremita (ca. 700); Maria Dolorosa de Brabant, eremita (1290).
- Venerats a l'Orde de la Mercè: beat Pedro Sánchez.

#### Església Copta
- 11 Baoni: martiri de Sant Caludi, fill de Ptolemeu; consagració de l'altar dels Quaranta Mârtirs de Sebaste a l'Església del Salvador d'Alexandria.

#### Església Ortodoxa (segons el calendari julià)
- Se celebren els corresponents a l'1 de juliol del calendari gregorià.

#### Església Ortodoxa (segons el calendari gregorià)
Corresponen als sants del dia 5 de juny del calendari julià:
- Sants Marcià, Nicandre, Hiperequi, Leònides, Apol·loni, Ari, Gòrgies, Selènies, Ireni i Pambus d'Egipte, màrtirs (305-311); Cristòfor i Conó de Roma; Doroteu de Tir, bisbe i martir (362); Il·lidi de Clarmont, bisbe (385); Anubi d'Egipte, confessor i eremita (s. V); Teodor el Taumaturg, ermità del Jordà (s. VI); Bonifaci de Fulda, màrtir; Doroteu de Gaza, eremita (620); Doroteu de Khiliokama, abat (s. XI); translació de les relíquies del príncep Ígor II de Kíev, monjo (1150, m. 1147); Constantí de Kíev, bisbe (1159); mort de Teodor Jaroslàvitx, príncep i germà de Sant Alexandre Nevski (1233); Pere de Sèrbia, monjo (ca. 1350); Agapi i Nicodem de Vatopedi (segle xiv); Basili de Riazan, bisbe; troballa de les relíquies de Sant Bassià de Pertomsk (m. 1561) i Jonàs de Pertomsk, monjos; Marc d'Esmirna, màrtir (1801); Miquel, prevere màrtir (1931); Nonnos, màrtir.

##### Església Ortodoxa de Geòrgia
- Sant Ilia Ciavciavadze el Just, màrtir.

#### Església d'Anglaterra
- Sant Bernard Mizeki, apòstol dels MaShona, màrtir (1896).

#### Església Episcopal dels Estats Units
- Sant Bernard Mizeki, catequista i màrtir a Zimbawe (1896)

#### Església Evangèlica d'Alemanya
- Albert Knapp, rector i poeta.